# Sayuri Yoshinaga

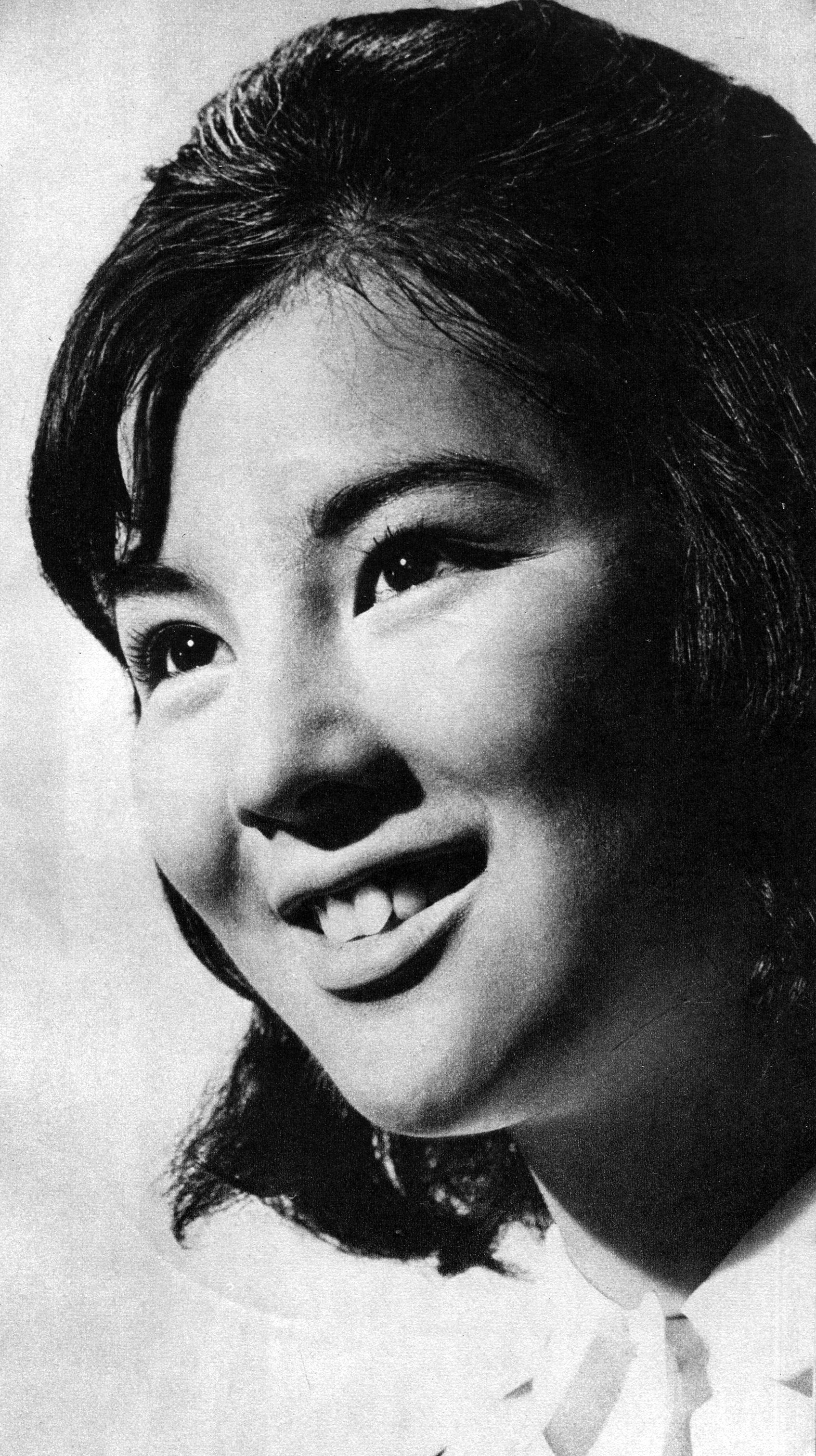
Sayuri Yoshinaga (1962)

Sayuri Yoshinaga (jap. 吉永 小百合 Yoshinaga Sayuri; ur. 13 marca 1945 w Shibuyi) – japońska aktorka.

## Życiorys
Yoshinaga urodziła się w 1945. Jej pierwszy występ w mediach miał miejsce w dramacie radiowym Akado Suzunosuke w 1957 roku, a od lat 60. jest jedną z najpopularniejszych aktorek w Japonii. Podpisała kontrakt z korporacją filmową Nikkatsu i zagrała główną rolę w wielu jej filmach. W 1962 roku Yoshinaga zagrała gimnazjalistkę w swoim najsłynniejszym filmie Kyūpora no aru machi i wraz z piosenkarzem Yukio Hashi otrzymała nagrodę Japan Record Award za piosenkę Itsudemo Yume wo.
Yoshinaga zagrała w Ohan i Sasame-yuki przez Kona Ichikawy. Zagrała także w Kābē i Otōto w reżyserii Yōjiego Yamady. W 2012 roku zagrała w Kita no Kanariatachi Junjiego Sakamoto.
Wygrała cztery Nagrody Japońskiej Akademii Filmowej dla najlepszej aktorki, bardziej niż jakakolwiek inna aktorka, i została nazwana „jedną z czołowych gwiazd powojennego świata filmowego”. Yoshinaga pojawiła się w 122 filmach, głównie w roli głównej. Pracowała również jako aktywistka ruchu antynuklearnego.
W 2010 roku otrzymała honorowy tytuł Zasłużony dla kultury.

## Życie prywatne
Ukończyła studia na Uniwersytecie Waseda w 1969 roku. W 1975 roku wyszła za mąż za Taro Okadę, reżysera telewizyjnego, zachowując swoje panieńskie nazwisko „Yoshinaga” jako pseudonim sceniczny. Yoshinaga nie ma dzieci.

## Filmografia

### Filmy
- Kenju burai-chō Denkō Setsuka no Otoko (1960)
- Mutekiga Ore o Yondeiru (1960)
- Kyūpora no aru machi (1962)
- Aoi sanmyaku (1963)
- Aa Himeyuri no Tou (1968)
- Otoko wa Tsurai yo: Shibamata Bojō (1972)
- Otoko wa Tsurai yo: Torajirō Koiyatsure (1974)
- Kôtei no inai hachigatsu (1978)
- Dōran (1980)
- Sasame-yuki (1983)
- Tengoku no eki (1984)
- Ohan (1984)
- Eiga joyû (1987)
- Hana no ran (1988)
- Gekashitsu (1992)
- Yume no onna (1993)
- Shigurenoki (1998)
- Nagasaki burabura bushi (2000)
- Sennen no Koi – Hikaru Genji monogatari (2001)
- Kita no zeronen (2005)
- Kābē (2008)
- Otōto (2010)
- Kita no Kanariatachi (2012)
- Fushigi na misaki no monogatari (2014)
- Haha to Kuraseba (2015)
- Kita no Sakuramori (2018)
- Saikô no jinsei no mitsuke kata (2019)
- Inochi no teishaba (2021)

### Telewizja
- Kaze to Kumo to Niji to (1976)